# Mesaspis antauges
Espèce
Synonymes
- Barisia antauges Cope, 1866

Statut de conservation UICN

 DD  : Données insuffisantes
Mesaspis antauges est une espèce de sauriens de la famille des Anguidae.

## Répartition
Cette espèce est endémique du pic d'Orizaba dans le Veracruz au Mexique,.

## Publication originale
- Cope, 1866 : Fourth contribution to the herpetology of tropical America. Proceedings of the Academy of Natural Sciences of Philadelphia, vol. 18, p. 123-132 (texte intégral).